# Трезвењаштво
Трезвењаштво је пракса или залагање потпуне личне уздржљивости од алкохолних пића. Особа која практикује (и евентуално заговара) трезвењаштво назива се трезвењак (множина трезвењаци) или се једноставно каже да је трезвена.
Покрет трезвењака је први пут покренут у Престону, у Енглеској, почетком 19. века. Друштво Темперанс је основана 1833. године од стране Џозефа Ливсеја који је постао вођа трезвењачкога покрета као аутор трезвењачке заклетве: Сагласни смо се да се уздржавамо од свих алкохолних пића опојнога квалитета, било да су але, портер, вино или жестине, осим ако нису лек. У Србији први трезвењачки покрет (19. столеће) основао је Франсис Макензи, шкотски евангелиста и познати житељ Београда, који је издавао објекте (око данашње Макензијеве улице) само оним купцима који су били трезвењаци. Почетком следећег века, Милош Поповић основао Савез трезвене младежи. 
Данас постоји велики број организација за умереност које промовишу трезвеност као врлину. Најпознатији изјашњени трезвењаци у Србији су библијски фундаменталиста Мирољуб Петровић и новинар Теша Тешановић.

## Разлози
Неки уобичајени разлози за одабир пута трезвењаштва могу бити. психолошки, религиозни, здравствени (лечени алкохоличари), медицински, породични, филозофски, друштвени и политички. Некада може то бити и једноставно питање укуса или преференција. Трезвењаци када су у кафанама или кафићима, обично одбијају алкохолна пића и конзумирају безалкохолна пића као што су вода, воћни сокови, газирани сокови, чајеви, кафа или безалкохолна пића.
Већина трезвењачких организација такође захтева од својих чланова да не промовишу алкохолне производе.

## Религија
Многе хришћанске деноминације, као што су методисти и квекери, често се повезују с трезвењацима због њихове традиционално снажне подршке покретима умерености у пићу, али и покретима који забрањују алкохол. Бројне протестантске хришћанске деноминације забрањују конзумацију алкохола или препоручују неконзумирање алкохола, укључујући амише, војску спаса, суботаре и месијанске Јевреје. Многи припадници ових верских деноминација такође су дужни да се уздрже од продаје таквих производа. Месијански Јевреји тврде да се реч вино погрешно тумачи и да то није алкохолно пиће, већ свеже исцеђен сок од грожђа (јеврејски тирош). Познати српски месијански Јевреј Мирољуб Петровић истиче да је ово данашње вино у ствари покварени сок од грожђа, док је право библијско вино у ствари тирош. Слично тврде и методисти.
Православна црква, Католичка црква, Лутеранске цркве, Древноисточне цркве и Англиканска заједница захтевају вино у свом централном верском обреду евхаристије (свето причешће). Цркве у методистичкој традицији захтевају да се у тајни причешћа користи „чисти, непокварени сок од грожђа“.
Уздржавање од алкохола је начело бројних религија, укључујући хиндуизам, сикизам, бахаи и џанизам.
Харам је термин за сва опојна средства која су забрањена у исламу.
Слично томе, једно од пет правила будизма је уздржавање од опојних супстанци које ремете мир и самоконтролу ума, али је формулисано као правило обуке које треба преузети добровољно, а не као заповест.

## Истраживање на особама које не пију
Доминик Кроној и Ричард де Висје објавили су истраживање у Психологија и здрављу у којем су проучавали стратегије које користе студенти који би желели да се одупру притиску вршњака да пију алкохол у неким приликама. Истраживање је наговестило да је мање вероватно да ће ученици поклекнути под притиском вршњака ако имају јака пријатељства с пријатељима који пију. Друштвене интеракције су у другом плану.
Једна британска студија из 2015. године је показала да су млади тада били склонији трезвењаштву него њихови родитељи.
Према Глобалноме извештају о алкохолу и здрављу, који је СЗО објавила 2011. године, скоро половина одрасле популације (45 насто) су доживотни апстиненти алкохола. Регион источнога Медитерана, који се састоји од муслиманских земаља на Блискоме истоку и северној Африци, далеко је регион са најнижом потрошњом алкохола на свету, како по глави становника.

## Познати трезвењаци

### Религија
- Мирољуб Петровић — српски проповедник месијанскога Јеврејства[4][13][14][15]
- Муамер Зукорлић — српски политичар и муфтија
- Били Грејам — амерички протестантски телејеванђелиста[16]

### Новинарство
- Теша Тешановић — српски новинар и водитељ[5][17]

### Политика
- Адолф Хитлер — диктатор нацистичке Немачке[18]
- Џо Бајден — 46. председник Сједињених Држава[19]
- Доналд Трамп — 45. и 47. председник Сједињених Држава[19]
- Јошихиде Суга — бивши премијер Јапана[20]
- Николас Саркози — бивши председник Француске[21]

### Музика
- Миломир Миљанић — српски гуслар и музичар[22]
- Митар Мирић — српски певач[23]
- Ангус Јанг — АЦ/ДЦ гитариста
- Кристијан Викернес — норвешки блек метал музичар[24][25]
- Џин Симонс — басиста рок групе Кис[26]
- Гучи Мејн — амерички уметник[27]
- Џенифер Лопез — америчка певачица и глумица[28]

### Позориште, филм и телевизија
- Рале Миленковић — српски глумац[29]
- Тика Станић — српски глумац[30]
- Јуан Макгрегор — шкотско-амерички глумац и мотоциклиста[31]
- Ентони Хопкинс — велшки глумац[32]
- Гари Олдман — енглески глумац и филмски стваралац
- Кате Бекинсејл — енглеска глумица и манекенка
- Џерард Батлер — шкотски глумац и филмски продуцент
- Давид Бејли — енглески фотограф и редитељ
- Данијел Радклиф — енглески глумац[33]
- Џејсон Бејтман — амерички глумац[34]

### Књижевност
- Хауард Филипс Лавкрафт — амерички писац научне и хорор фантастике[35]
- Стефани Мајер — америчка ауторка серије књига Сумрак[36]

### Бизнис
- Стив Џобс — оснивач компаније Епла[37]
- Ворен Бафет — медијски могл

### Спорт
- Кристијано Роналдо — португалски фудбалер
- Гарет Бејл — велшки фудбалер[38]
- Ромелу Лукаку — белгијски фудбалер
- Мохамед Салах — египатски фудбалер[39]
- Садио Мане — Сенегалски фудбалер
- Пол Погба — француски фудбалер
- Нголо Канте — француски фудбалер
- Франк Рибери — француски фудбалер
- Карим Бензема — француски фудбалер
- Хари Кејн — енглески фудбалер
- Џордан Хендерсон — енглески фудбалер
- Џејмс Милнер — енглески фудбалер
- Натан Аке — холандски фудбалер
- Хабиб Нурмагомедов — пензионисани руски професионални мешовити борац
- Џоел Ембид — камерунски кошаркаш
- Трипл Ејч — амерички кечер
- Флојд Мејведер Млађи — амерички боксер

### Измишљени ликови
- Брус Вејн — стрипски и филмски суперјунак[40]
- Тинтин — француски лик из стрипа[40]
- Дилан Дог — италијански лик из стрипа